# Kaeng som
Kaeng som ou gaeng som (em tailandês:  แกงส้ม) ou curry azedo tailandês é um prato de sopa ou caril azedo e picante de peixe com legumes, muito popular na Região Central da Tailândia. O caril é característico por seu gosto acre, que vem do uso de tamarindos (makham) na preparação. A receita usa açúcar de palma (em tailandês:  น้ำตาลปี๊บ, namtan pip) para adoçar.

## Preparação
Uma pasta chamada nam phrik kaeng som é preparada para servir como uma base para o caril, a qual água e ingredientes são adicionados. A preparação dessa pasta inclui uso de pasta de camarões e chalotas, e todos os ingrediente são socados com um pilão. Podem ser usadas pimentas vermelhas frescas ou secas; algumas receitas pedem por pimentas grandes e outras pedem por pimenta olho-de-pássaro.
Peixe ou de camarão podem ser utilizados como ingrediente básico. Os peixes ideais para a receita são aqueles que mantém sua consistência após a fervura, como Channa striata ou outros peixes equivalentes. Uma variação do prato usa ovos de peixes. Kaeng som geralmente é servido com arroz cozido no vapor.
Vegetais tradicionais usados na preparação cotidiana do prato incluem Moringa oleifera (marum), mamão verde e flores de Sesbania grandiflora (dok khae). Outros vegetais em época ou disponíveis localmente são utilizados em versões tradicionais regionais, como Ipomoea aquatica (phak bung) e Neptunia oleracea (phak krachet).

## Variantes
O sul da Tailândia tem o seu próprio caril azedo, chamado localmente de kaeng som, mas no resto da Tailândia é chamado kaeng lueang ("caril amarelo") ou kaeng som phak tai ("kaeng som do sul") para diferenciá-lo do prato centro-tailandês. As diferenças entre as duas versões são o uso de pasta de tamarindo e suco de limão para alcançar a acidez, e cúrcuma para a coloração. Já na Província de Chonburi, uma versão de kaeng som é feita usando limas kaffir para dar o sabor azedo, e berinjelas do tipo Solanum aculeatissimum (em tailandês:  มะเขือเปราะ; makhuea pro). Na província Prachuap Khiri Khan, há uma variante do prato com pimentas frescas e Ocimum tenuiflorum (กะเพรา), um tipo de folhas de manjericão.
Kaeng som kai wan é uma espécie de kaeng som com frango no lugar de peixe.
Fora da Tailândia, e Kelantan, estado da Malásia que faz fronteira com a Tailândia, o prato kaeng som no mai dong é uma versão de kaeng som com picles de bambu. No Laos, existe um prato chamado kaeng som com ingredientes diferentes; uma versão usa carne suína, e kaeng som pla é uma sopa de peixe que inclui capim-limão e cogumelos.